# Constantin Vidmar
Constantin Vidmar (Log nad Škofjo Loko, 1851. április 13. – Gaweinstal, 1937. április 6.) szlovén teológus, egyházi író.

## Élete
Tanulmányait Triesztben (1862–1863) és Bécsben (1864–1869) végezte. 1869-ben lépett be a bencés rendbe. 1874-ben szentelték pappá, 1888-ig mint pap tevékenykedett, 1888 és 1900 közt Krems an der Donauban tanított, ezután nyugdíjba vonult. Teológiai doktori címét Tübingenben szerezte.
1875-ben publikált először, írói munkássága homiletikai és apologetikai írásokból áll. 1887-ben készítette el Johann Emanuel Veith életrajzát. Matthias Robitsch kérésére átdolgozta, és kibővítette annak egyháztörténeti munkáját (Geschichte der christlichen Kirche, első kötet: 1889, második kötet: 1891, mindkettő Regensburgban jelent meg). Introductio és Corpus Iuris Utriusque (1886), Compendium repetitorium theologiae dogmaticae (1893), Compendium repetitorium juris ecclesiastici (1894) címeken szakmai útmutatókat készített a teológiai vizsgákra készülők számára. Az első világháború alatt Kriegspredigten címen prédikációgyűjteményt jelentetett meg (1916 és 1917). 1906 és 1936 közt a Haec loquere et exhortare című lapot szerkesztette. Írt egy munkát a bencés szentek életéről is.